# 馬爾斯希爾 (緬因州)
馬爾斯希爾（英語：Mars Hill）是一個位於美國緬因州阿魯斯圖克縣的市鎮。

## 人口
根據2020年美國人口普查的數據，馬爾斯希爾的面積為91.17平方千米，當中陸地面積為90.99平方千米，而水域面積為0.18平方千米。當地共有人口1360人，而人口密度為每平方千米15人。